# BMW N63
Der BMW N63 ist ein V8-Ottomotor von BMW.

## Konzeption
Der N63-Motor sollte im Vergleich zum Vorgänger weniger Kraftstoff verbrauchen und mehr Leistung entwickeln, dazu wurde der Hubraum auf 4,4 Liter gesenkt, und er wurde mit Bi-Turboaufladung sowie Direkteinspritzung ausgerüstet; der erste im Jahr 2008 eingeführte N63-Motor leistet 300 kW. Der Motor basiert auf dem „Closed-Deck-Design“, er hat einen Aluminiumblock sowie Aluminiumzylinderköpfe. Je Zylinderbank – beide stehen im Winkel von 90° zueinander – sind zwei obenliegende Nockenwellen eingebaut, die von einer Steuerkette angetrieben werden. Die Steuerzeiten sind durch VANOS variabel. Abgasturbolader und Abgaskatalysator wurden zwischen den Zylinderbänken platziert, der Lufteinlass ist an der Außenseite der Zylinderbänke. Die Kurbelwelle ist aus Schmiedestahl hergestellt und hat ein Antriebsrad für die Ölpumpe. Sie läuft in Kurbelwellenlagern mit einem Durchmesser von 65 mm. Nebenaggregate wie Wasserpumpe, Lichtmaschine und Servolenkungspumpe werden von einem Riemen angetrieben.

## S63-Varianten
Der Buchstabe S kennzeichnet bei den BMW-Motorbezeichnungen Motoren aus dem Unternehmensbereich „Motorsport GmbH“. Die nachfolgende Nummer orientiert sich an der Basisfamilie.
S63 im X5/X6 M (E70/71)
Einsatz eines M-TwinPower-Turboladers. Die damit verbundenen mechanischen und thermischen Belastungen erfordern eine andere Legierung für den Zylinderkopf und ein überarbeitetes Kühlsystem. Weiter wurden die Nockenwellen geändert und der Ventilhub vergrößert.
S63TU im F10/12/13
Der Ladedruck (von 1,2 auf 1,5 bar) und die Verdichtung (wieder auf 10:1) wurden erhöht, Kolben und Kurbelwelle wurden geändert. Neue Version VANOS.
S63 des M6 GT3 (P63)
Ölversorgung auf Trockensumpfbasis und Ladeluftkühlung. Cosworth-Motorsteuerung mit Software von BMW Motorsport.
S63T4 des M5 F90
Gegenüber dem S63 im X5-F15 oder X6-F16 (siehe Tabelle Technische Daten) wurden andere Lader und ein geändertes Ladeluftkühlsystem eingesetzt.
P63/1 (bislang für M8 GTE)
Im P63/1 werden Zylinderkopf und Gussrohteile aus dem Serienmotor S63T4 verwendet. Anders ist die flache Kurbelwelle, die u. a. für eine regelmäßigere Zündfolge sorgt. Weiter wurden die Brennraum-Geometrie inklusive Ein- und Auslasskanälen, das Ansaug- und Abgassystem sowie die Turbolader modifiziert. Die Änderungen erfolgten vor allem im Hinblick auf die im Langstrecken-Motorsport übliche Dauerbelastung von 24 Stunden Vollgas am Stück. Von etwa 2300 Einzelteilen stammen 181 aus Serienmotoren der BMW M GmbH, 704 wurden speziell für den P63/1 entwickelt oder von anderen BMW Motorsport-Triebwerken übernommen. Der Motor erreicht einen Wirkungsgrad von deutlich mehr als 40 Prozent.

## Technische Daten

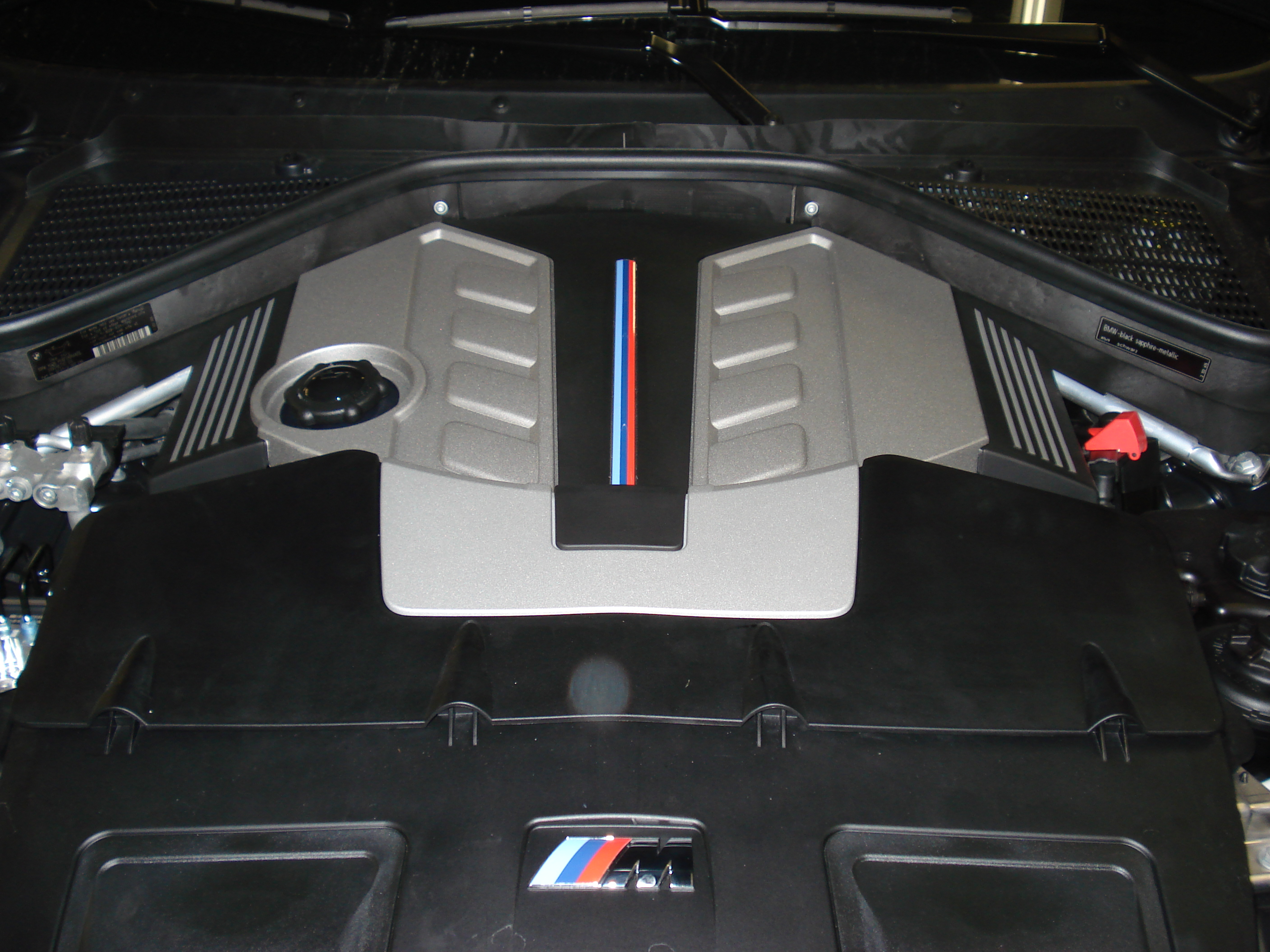
S63B44 im BMW X5 M E70

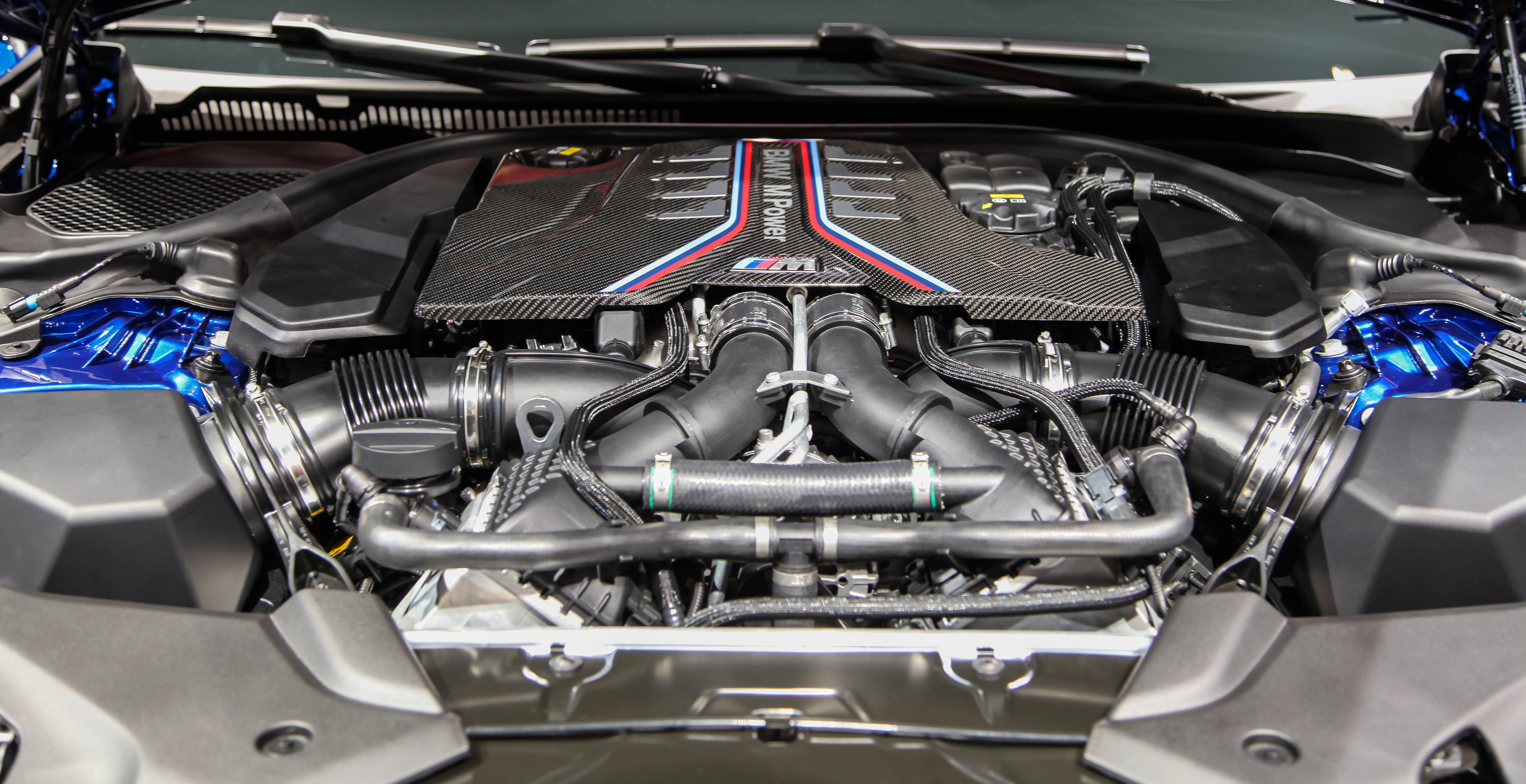
S63T4 im BMW M5 F90

Alle Versionen haben 4395 cm³ Hubraum bei einer Bohrung von 89 mm und einem Hub von 88,3 mm.
| Motortyp  | Verdichtung | Leistung (kW) bei 1/min     | Drehmoment (N·m) bei 1/min | Fahrzeug                                          |
| --------- | ----------- | --------------------------- | -------------------------- | ------------------------------------------------- |
| N63B44O0  | 10:1        | 300 bei 5500–6400           | 600 bei 1750–4500          | E70 X5 xDrive50i E71 X6 xDrive50i                 |
| N63       | 10,5:1      | 340 bei 5500–6000           | 650 bei 1800–4750          | G30 M550i xDrive                                  |
| N63       | 10,5:1      | 390 bei 5500–6000           | 750 bei 1800–4600          | G30 M550i xDrive G11 750i xDrive Range Rover P530 |
| N63       | 10:1        | 330 bei 5500–6000           | 650 bei 2000–4500          | G11 750i F16 X6 50i F15 X5 50i F07 550i           |
| N63       | 10:1        | 447 bei 5750–6250           | 800 bei 3500–5000          | G30 ALPINA B5                                     |
| N63       | 10:1        | 330 bei 5500                | 650 bei 2000–4500          | F13 650i                                          |
| N63       | 10:1        | 441 bei 6000                | 800 bei 3500–4500          | Alpina B6                                         |
| N63       | 10:1        | 447 bei 5750–6250           | 800 bei 3000–5000          | G12 ALPINA B7                                     |
| N63       | 10,5:1      | 330 bei 5500–6000           | 650 bei 1800–4500          | G11 750i                                          |
| S63       | 9,3:1       | 408 bei 6000                | 680 bei 1500–5650          | X5 M E70, X6 M E71                                |
| S63TU     | 10:1        | 412 bei 6000–7000           | 680 bei 1500–5750          | F10 M5, F13 M6                                    |
| S63 (P63) | 10:1        | 442 bei 6000–7000           | 700 bei 1500–6000          | F13 M6 GT3                                        |
| S63T2     | 10:1        | 423 bei 6000–6500           | 750 bei 2200–5000          | F15 X5 M, F16 X6 M                                |
| S63 T4    | 10:1        | 441 bei 5600–6700           | 750 bei 1800–5600          | BMW M5 F90                                        |
| P63/1     |             | mindestens 367 bis über 441 |                            | BMW M8 GTE                                        |